# Мануэл-Эмидиу

Мануэл-Эмидиу на карте штата.

Мануэл-Эмидиу (порт. Manoel Emídio) — муниципалитет в Бразилии, входит в штат Пиауи. Составная часть мезорегиона Юго-запад штата Пиауи. Входит в экономико-статистический микрорегион Бертолиния. Население составляет 5213 человек на 2010 год. Занимает площадь 1618,982 км². Плотность населения — 3,22 чел./км².

## Демография
Согласно сведениям, собранным в ходе переписи 2010 г. Национальным институтом географии и статистики (IBGE), население муниципалитета составляет:
| Полное население                               | Полное население                               | Полное население                               | Полное население                               | 5213  |
| ---------------------------------------------- | ---------------------------------------------- | ---------------------------------------------- | ---------------------------------------------- | ----- |
| в том числе:                                   | Городское население                            | 3315                                           | Процент городского населения, %                | 63,59 |
|                                                | Сельское население                             | 1898                                           | Процент сельского населения, %                 | 36,41 |
|                                                | Мужское население                              | 2701                                           | Процент мужского населения, %                  | 51,81 |
|                                                | Женское население                              | 2512                                           | Процент женского населения, %                  | 48,19 |
| Плотность населения, чел/км²                   | Плотность населения, чел/км²                   | Плотность населения, чел/км²                   | Плотность населения, чел/км²                   | 3,22  |
| Население муниципалитета в % к населению штата | Население муниципалитета в % к населению штата | Население муниципалитета в % к населению штата | Население муниципалитета в % к населению штата | 0,17  |

По данным оценки 2016 года, население муниципалитета составляет 5263 жителя.

## Статистика
- Валовой внутренний продукт на 2003 год составляет 8 815 454,00 реалов (данные: Бразильский институт географии и статистики).
- Валовой внутренний продукт на душу населения на 2003 год составляет 1740,12 реалов (данные: Бразильский институт географии и статистики).
- Индекс развития человеческого потенциала на 2000 год составляет 0,611 (данные: Программа развития ООН).